# 康奈尔大学历史学系
康奈尔大学历史系是康奈尔大学文理学院的一个学术系，专注于历史研究。该系成立于1868年，是康奈尔大学最早的系之一，一直是美国专业历史研究机构发展的中心，其中包括美国历史学会和《美国历史评论》。该系至今仍是该领域的高排名项目，其校友和教师曾荣获诺贝尔奖、普利策奖等多项殊荣。此外，康奈尔大学的三位校长都曾在该系任职。

## 历史
该系由康奈尔大学首任校长安德鲁·迪克森·怀特于1868年创立，是康奈尔大学最初的系科之一，当时名为历史与政治学系（Department of History and Political Science）。怀特当时已是一位崭露头角的历史学家，他曾于1857年至1863年在密歇根大学担任历史学和英国文学教授，并于1863年至1867年担任历史学讲师，同时还担任纽约州参议员。怀特凭借其备受推崇的历史学家声誉，吸引了当时其他一些著名的、冉冉升起的历史学家加入他的系。他说服戈德温·史密斯（Goldwin Smith）离开牛津大学的舒适职位，跨越大西洋前往纽约州北部的乡村。当史密斯意识到新大学的图书馆在历史研究方面多么匮乏时，他立即将自己全部3400册藏书从英国运往康奈尔大学图书馆捐赠，并捐赠了2500美元用于购买更多历史著作。怀特从霍勒斯·曼学院（后来更名为安提阿克学院）挖来了系主任威廉·钱宁·罗素。罗素后来担任系主任、康奈尔大学副校长，并在怀特长期出国期间担任代理校长。
1881年，该系聘请了有史以来第一位全职美国历史系主任。1872年春，美国独立战争将军纳撒尼尔·格林的孙子、非常驻教授乔治·华盛顿·格林开设了一系列美国历史讲座。1881年罗素卸任系主任后，该系吸引了密歇根大学的摩西·科伊特·泰勒接替罗素的职位。应泰勒的要求，他专职教授美国历史。
1884年，该系与哈佛大学历史系联合创办了《美国历史评论》，效仿《英国历史评论》和法国的《历史评论》。同样在1884年，怀特教授和查尔斯·肯德尔·亚当斯教授与当时其他几位杰出的历史学家共同创立了美国历史学会，两人后来都担任了该协会的主席。其他担任美国历史协会主席的康奈尔大学校友包括教员卡尔·L·贝克尔和玛丽·贝丝·诺顿，以及校友罗伯特·罗斯韦尔·帕尔默和威廉·洛伊希滕堡。
1887年，该系更名为怀特校长历史与政治学院（President White School of History and Political Science），简称怀特学院（White School），以纪念安德鲁·迪克森·怀特对大学的贡献以及他捐赠的大型私人图书馆。当年夏天，董事会提名已不再担任大学校长的怀特担任学院院长兼历史与政治科学荣誉讲师，但怀特拒绝了。此后不久，怀特的得意门生查尔斯·肯德尔·亚当斯校长寻找一位更年轻的院长，并面试了伍德罗·威尔逊和赫伯特·巴克斯特·亚当斯。值得注意的是，亚当斯没有采访当时的系主任、老摩西·科伊特·泰勒（Moses Coit Tyler）或副教授赫伯特·塔特尔（Herbert Tuttle），这让泰勒和全体教职员工非常恼火。校董最终推翻了亚当斯的决定，任命泰勒为院长。
1891年6月18日，康奈尔大学董事会决议，成立历史、政治与社会科学及普通法学系（Department of History, Political and Social Science, and General Jurisprudence）。次年，经济与金融学院和政治与社会机构学院从怀特学院分离出来，成为一个独立的系。在接下来的几十年里，随着历史系和政府系在校园内不断迁移，怀特学院成为了两个系的非正式组合。1932年9月，康奈尔大学将两个分离的系搬迁至博德曼楼（Boardman Hall），重新启用了怀特学院，并为三间教室、行政办公室和研究生区提供了空间。怀特的遗嘱规定，如果他的女儿卡琳·A·怀特去世，他的遗产将用于维持怀特学院。由于怀特总统于1971年去世时学校已不复存在，董事会用这笔资金设立了一个历史学教授职位。

## 排名
2根据2017年《美国新闻与世界报道》的研究生课程排名，该系在全美排名第11位。